# Eta Aquariids
Eta Aquariids là một trận mưa sao băng liên hoàn liên quan đến Sao chổi Halley.
Mưa sao băng có thể nhìn thấy từ ngày 19 tháng 4 đến ngày 28 tháng 5 hàng năm với đỉnh điểm hoạt động trong khoảng thời gian từ ngày 5 tháng 5 tùy thuộc vào vị trí đang đứng.
Mặc dù không đủ ngoạn mục bằng Leonids và có thể ít vệt sao hơn nhiều so với Perseids hoặc Geminids, nhưng nó không phải là trận mưa bình thường. Mưa sao băng đạt cực đại với tốc độ khoảng một sao băng mỗi phút, vì vậy các vệt sao hiếm khi được nhìn thấy từ các vĩ độ phía bắc do độ cao thấp của bức xạ.
Vào năm 2013, trận mưa sao băng từng được ghi nhận xác lập kỷ lục mới sau khi vượt qua giới hạn trung bình số vệt sao của một năm.